# Istenszülő elszenderedése fatemplom (Nagyrajtolc)
A nagyrajtolci Istenszülő elszenderedése fatemplom műemlékké nyilvánított épület Romániában, Szilágy megyében. A romániai műemlékek jegyzékében az  SJ-II-m-B-05104 sorszámon szerepel.